# Hokutoumi Nobuyoshi
Hokutoumi Nobuyoshi, jap. 北勝海 信芳; * 22. Juli 1963 in Hiroo, Präfektur Hokkaido als Hoshi Nobuyoshi (保志 延芳) ist ein ehemaliger erfolgreicher Sumōringer und der 61. Yokozuna.
Er begann im März 1979 seine Karriere, stieg vier Jahre später in die Jūryō-Division und ein halbes Jahr später in die Makuuchi-Division auf. Schnell etablierte er sich in den oberen Rängen und wurde nach dem Turnier in Nagoya 1986 (im März gewann er sein erstes Turnier) zum Ōzeki ernannt. Kämpfte er zunächst unter seinen bürgerlichen Namen Hoshi, trat er jetzt als Hokutoumi an. Ein Jahr später schaffte er sogar die Beförderung zum Yokozuna. Nun erst zu seiner ganzen Form gelangt, dominierte er zusammen mit seinem Stallkollegen Chiyonofuji das Sumōgeschehen der nächsten Jahre. Jedoch kam er nie aus dessen Schatten heraus. Dennoch kam er insgesamt auf acht Turniersiege. Im Juli 1989 trat er in einem Stichkampf gegen Chiyonofuji um den Turniersieg an, was insofern eine Premiere war, als zum ersten Mal überhaupt zwei Yokozuna des gleichen Heya in einem solchen Playoff gegeneinander antraten. Seinen letzten Turniersieg erlangte er im März 1991. Danach ging es bergab: War er schon vorher verletzungsgeplagt, so wurde es nun immer schlimmer. Nach einem für einen Yokozuna schwachen 9-6 in Nagoya konnte er danach kaum noch ein Turnier bestreiten und trat schließlich im Mai 1992 zurück. Heute leitet er als Hakkaku Oyakata sein eigenes gleichnamiges Heya und hat unter anderem die Rikishi Kaiho und Hokutoriki in die Makuuchi-Division gebracht.
Am häufigsten gewann er mit Oshidashi und ähnlichen Techniken. Er konnte jedoch genauso gut mit Yotsu-sumo-Techniken agieren.
Seit 2015 ist er der 13. Vorsitzende (rijicho) des japanischen Sumoverbands.